# Nacka hembygdsförening
Nacka hembygdsförening är en hembygdsförening i Nacka som bildades 1942. Föreningen är ansluten till Sveriges hembygdsförbund och ingår i Stockholms läns hembygdsförbund.

## Syfte och verksamhet
Föreningen verkar för att kunskapen om och känslan för Nackas kultur och naturarv fördjupas och förs vidare till kommande generationer. 

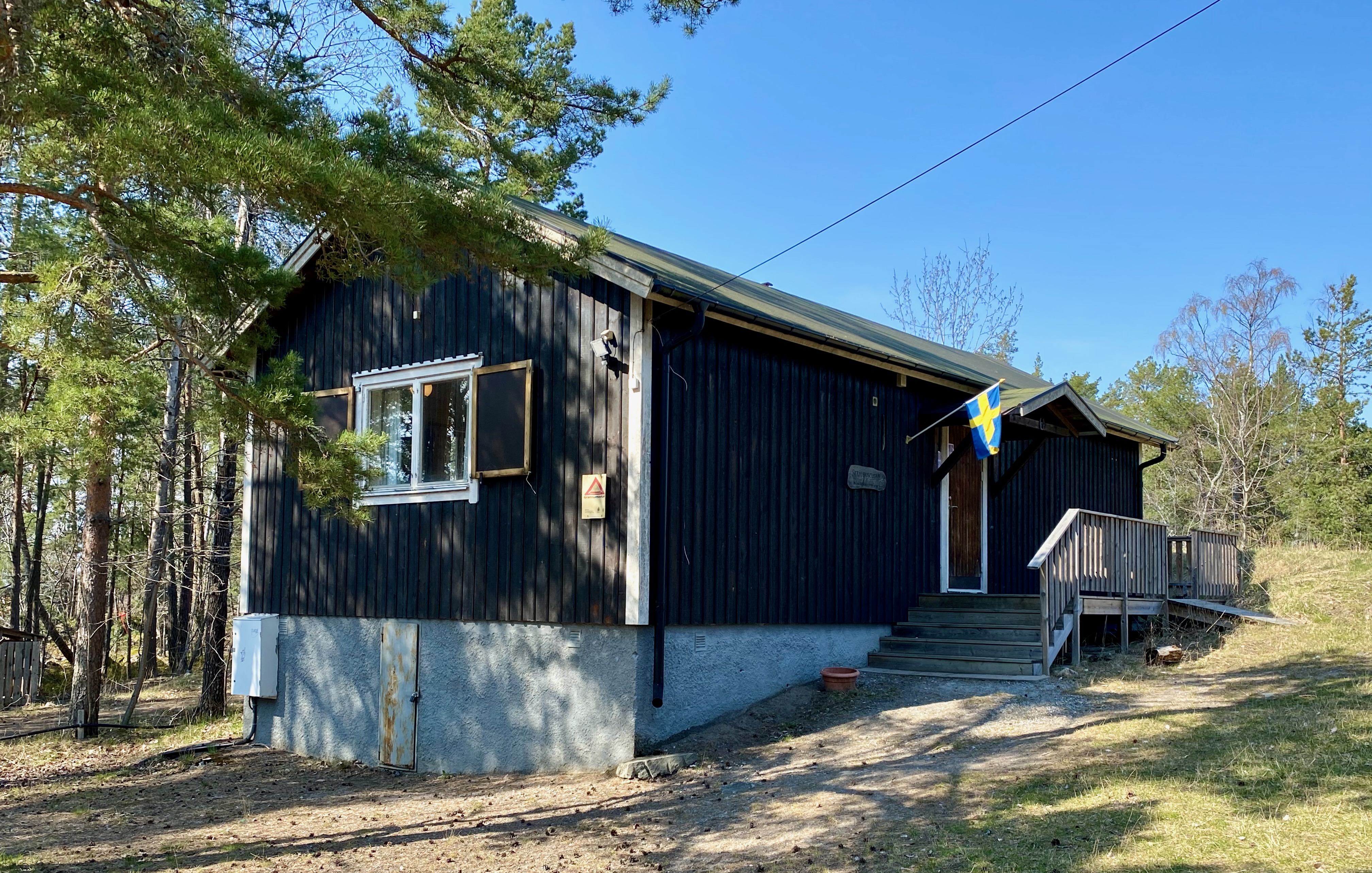
Strålsjöstugan i Älta

Föreningslokalen finns i Strålsjöstugan som ligger vid Strålsjön i Älta. Det närbelägna området utgörs i sydväst av Ältas villabebyggelse och åt nordöst av naturreservatet Strålsjön-Erstavik.
Föreningen anordnar bl.a. vandringar i Nacka med omnejd, föredrag och föreningsträffar, besök hos andra hembygdsföreningar, museibesök, industribesök och fornminnesvård. Sedan ett flertal år anordnar föreningen s.k. Forntidsdagar. Det är en aktivitetsdag för barn i klass 3. Aktiviteterna är garnfärgning, mjölmalning och bakning, tillverkning av skinnpåsar, pröva på arkeologisk utgrävning och smida med smeder i en smedja.
Föreningen är remissinstans i plan- och miljöfrågor i Nacka kommun samt åtar sig olika hembygds- och miljöuppgifter som gäller att bevara och skydda natur och kultur.
Föreningen var med och byggde upp det i Stora Nyckelviken belägna Nacka hembygdsmuseum, men det övertogs 1985 av Nacka kommun.

## Föreningens historia

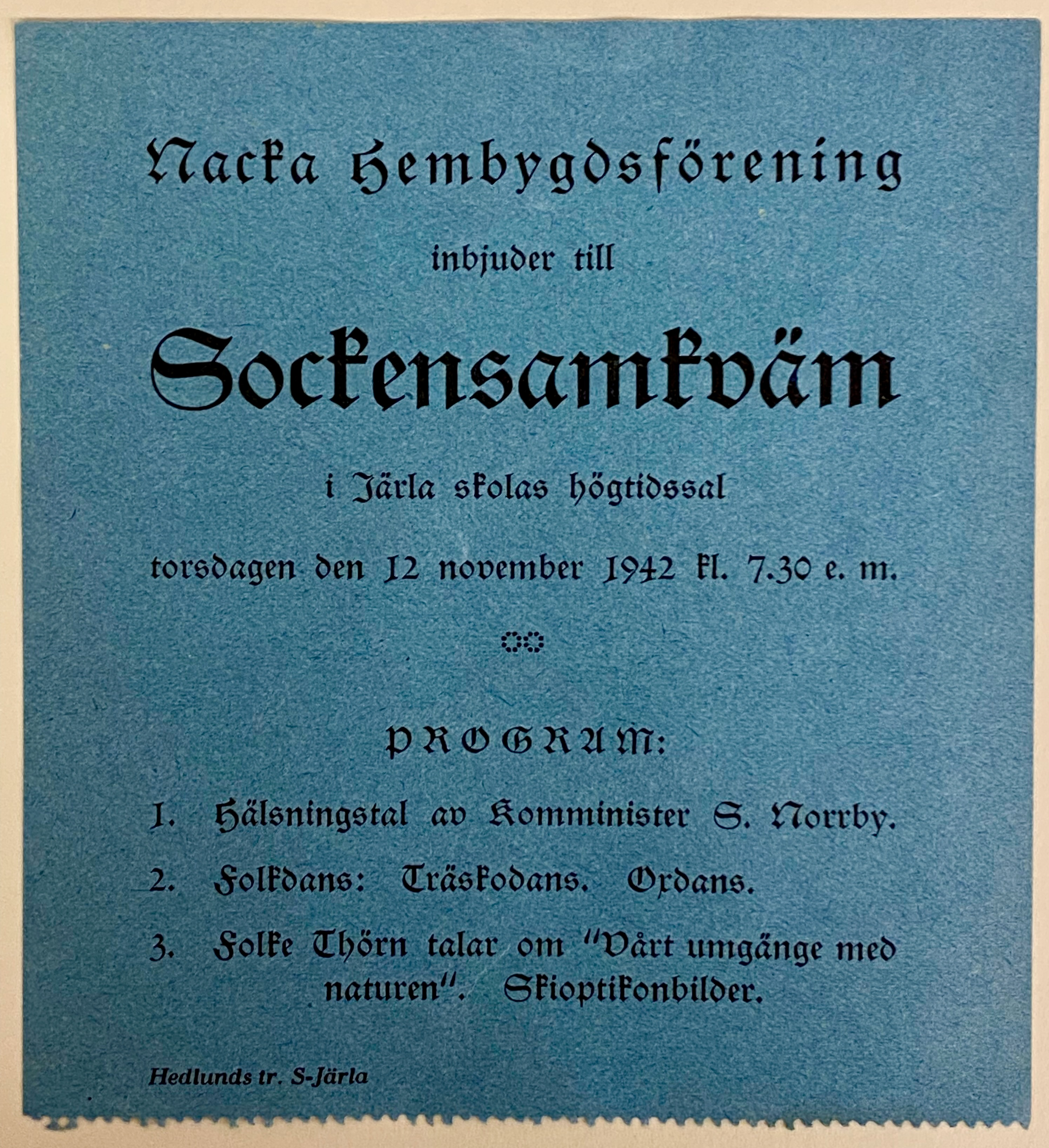
Nacka hembygdsförening, Inbjudan till sockensamkväm 1942

Det första protokollet är daterat den 23 oktober 1942. ”Efter en kort diskussion beslöto de närvarande enhälligt att bilda en sammanslutning benämnd Nacka Hembygdsförening.” Till ordförande valdes överläraren i Nacka Henning Franke. Till vice ordförande valdes komministern i Nacka församling Samuel Norrby (1906–1955). Samuel Norrby var inte bara präst utan dessutom framgångsrik kulstötare och vann SM flera gånger på 1930-talet. Redan 1943 efterträdde han Henning Franke som föreningens ordförande – en post Norrby upprätthöll till 1949. Som ordförande i föreningen efterträddes Samuel Norrby år 1950 av sin chef, dvs. kyrkoherden i Nacka John Hullberg (1893–1968). Men Hullberg satt endast två år och efterträddes 1953 av stadsdirektören i Nacka Olle Gestblom. Gestblom blev mer långvarig som ordförande och satt ända till 1966.
På initiativ av bl.a. hovintendent Ivar Åkerfeldt bildades den 24 september 1961 Sällskapet Nyckelvikens Vänner som hade en mycket nära anknytning till Nacka hembygdsförening. De båda föreningarna gick samman år 1984 i Nacka hembygdsförening. De båda föreningarna fick under 1960-talet stor betydelse som opinionsbildare när det gällde att rädda Nyckelviken från exploatering.